# Objeto separado (transneptuniano)

Objetos transeptunianos más allá de 100UA: SDO (en gris) y objetos separados (en blanco)

En astronomía, los objetos separados (traducción no oficial del término inglés detached object), también denominados objetos transneptunianos separados de Neptuno, objetos de la nube de Hills u objetos del disco disperso extendido; son una clase dinámica de cuerpos del sistema solar exterior más allá de la órbita de Neptuno. Estos objetos tienen órbitas cuyos puntos de máximo acercamiento al Sol (perihelio) están a una distancia suficiente del de Neptuno que solo están moderadamente afectados por este y otros planetas: esto les hace parecer "independientes" del sistema solar.
De esta manera, se diferencian sustancialmente de la mayoría de los objetos transneptunianos (TNOs), que forman un conjunto vagamente definido de las poblaciones que han sido perturbados en diversos grados en su órbita actual tras encuentros gravitacionales con los gigantes gaseosos, predominantemente Neptuno. Los objetos separados tienen perihelios más grandes que estas otras poblaciones de TNO, incluidos los objetos con resonancia orbital con Neptuno, como Plutón, los objetos del cinturón de Kuiper clásicos en órbitas no resonantes tales como Makemake y los objetos del disco dispersos como Eris.
Los objetos separados han sido también llamados por la literatura científica como objetos del disco disperso extendido  (E-SDO), objetos separados distantes (DDO), o disperso–extendido, como en la clasificación oficial por la Deep Ecliptic Survey. Esto refleja la gradación dinámica que puede existir entre los parámetros orbitales del disco disperso y la población separada.
Al menos nueve de estos cuerpos han sido identificados de forma segura, de los cuales el más grande, y mejor conocido es Sedna.
Aquellos con perihelios mayores de 75 UA - en lo que se ha llamado el nube de Oort interior - se denominan sednoides. A 2014, hay dos sednoides conocidos, Sedna y 2012 VP113.

## Órbitas
Los objetos separados tienen perihelios mucho más grandes que el afelio de Neptuno. A menudo son muy elípticos, con grandes órbitas con ejes semi-principales de hasta unos pocos cientos de UA. Tales órbitas no pueden haber sido creadas por  perturbaciones gravitacionales de los gigantes gaseosos (en particular, Neptuno). En su lugar, una serie de explicaciones se han propuesto, incluyendo un encuentro con una estrella pasajera u objetos distantes de tamaño planetario. La clasificación sugerida por el equipo de Deep Ecliptic Survey introduce una distinción formal entre objetos dispersos-cercanos (que pudieron ser dispersados por Neptuno) y dispersos-distantes (e.g. (90377) Sedna) usando un parámetro de Tisserand de valor 3.

## Clasificación
Los objetos separados son una de las cinco clases dinámicas distintas de TNO; las otras cuatro clases son objetos clásicos del cinturón de Kuiper, objetos resonantes, objetos del disco disperso (SDO), y sednoides. Los objetos separados generalmente tienen un perihelio superior a 40 UA, disuadiendo fuertes interacciones con Neptuno, que tiene una órbita aproximadamente circular alrededor de 30 UA del Sol. Sin embargo, no hay límites claros entre las regiones dispersas y separadas, ya que ambos pueden coexistir como TNO en una región intermedia con la distancia del perihelio entre 37 y 40 UA. Un cuerpo intermedio con una órbita bien determinada es (120132) 2003 FY128.
El descubrimiento de (90377) Sedna junto con otros objetos como 2000 CR105 y 2004 XR190 (también llamado "Buffy") ha motivado la discusión de una categoría de objetos distantes que podrían estar también dentro de la nube de Oort o, más bien, ser objetos transicionales entre el disco disperso y la nube de Oort.
Aunque Sedna es considerado oficialmente un objeto del disco disperso por el MPC, su descubridor Michael E. Brown ha sugerido que debido a su perihelio de 76 UA es muy lejano para que se vea afectado por la atracción gravitatoria de la planetas exteriores y que debe ser considerado un objeto del de la nube de Oort Interior en lugar de un miembro del disco disperso. Esta clasificación de Sedna como un objeto individual es aceptado en publicaciones recientes.
Esta línea de pensamiento sugiere que la falta de una interacción gravitacional significativa con los planetas exteriores crea un grupo extendido exterior comenzando en algún lugar entre Sedna (perihelio 76 UA) y SDOs más convencionales como 1996 TL66 (perihelio 35 UA), el cual es clasificado como disperso-cercano por Deep Ecliptic Survey.
Uno de los problemas con la definición de esta categoría extendida es que pueden existir resonancias débiles que serían difíciles de probar debido a las perturbaciones planetarias caóticas y la actual falta de conocimiento de las órbitas de estos objetos distantes. Tienen períodos orbitales de más de 300 años y la mayoría sólo se han observado por una observación corta de su arco un par de años. Debido a su gran distancia y movimiento lento contra el fondo de estrellas, pueden pasar décadas antes de que la mayoría de estas órbitas distantes se determinan suficientemente bien como para confirmar o descartar una resonancia. Nuevas mejoras en la órbita y el potencial de resonancia de estos objetos le ayudará a comprender la migración de los planetas gigantes y de la formación del sistema solar. Por ejemplo, las simulaciones por Emelyanenko y Kiseleva en 2007 muestran que muchos objetos distantes podrían estar en resonancia con Neptuno. Estos muestran una probabilidad de 10% de que 2000 CR105 se encuentra en una resonancia 1:20, una probabilidad del 38 % de que 2003 QK91 se encuentra en una resonancia 3:10, y un 84 % de probabilidad de que  (82075) 2000 YW  134 está en una resonancia 3:8. El planeta enano potencial (145480) 2005 TB190 aparentemente tiene menos de un 1 % de posibilidades de estar en resonancia 1:4.

## Posibles objetos separados
Esta es una lista de los objetos separados conocidos, que no podrían ser fácilmente dispersados por la órbita de Neptuno y por lo tanto es probable que sean objetos separados, pero que se encuentran dentro de la distancia de perihelio ≈50-75 UA, frontera usada que definiría a los sednoides.
| Nombre     | Diámetro (km) | Perihelio (UA) | Semieje mayor (UA) | Afelio (UA)  | Arg. per. (°) | Año  | Descubridor          | Imagen |
| ---------- | ------------- | -------------- | ------------------ | ------------ | ------------- | ---- | -------------------- | ------ |
| 2004 XR190 | 335–850       | 51,49 ± 0,10   | 57,74 ± 0,02       | 64,00 ± 0,02 |               | 2004 | Lynne Jones et al.   |        |
| 2004 VN112 | 130–300       | 47,332±0,004   | 328,8±1,6          | 610±3        | 327,22±0,07   | 2004 | CTIO                 |        |
| 2005 TB190 | ≈ 500         | 46,2           | 76,4               | 106,5        |               | 2005 | Becker, A. C. et al. |        |
| 2000 CR105 | ≈ 250         | 44,0           | 224                | 403          | 316,5         | 2000 | Lowell Observatory   |        |
| 1995 TL8   | ≈ 350         | 40,0           | 52,5               | 64,5         |               | 1995 | A. Gleason           |        |
| 2010 GB174 | 242           | 48,5           | 361                | 673          | 347,3         | 2010 | OCFH                 |        |